# Axa Equitable Center
Axa Equitable Center alternativt 787 Seventh Avenue, kan även kallas Equitable Center och Axa Center, är en skyskrapa som ligger på Manhattan i New York, New York i USA.
Byggnaden uppfördes 1985 som en fastighet för kontorsverksamhet. Den är 229,2 meter hög och har 51 våningar.